# Het Werkteater (theater)
Het Werkteater was een theater in Amsterdam. Het adres was Oostenburgergracht 75.
Aanvankelijk was Het Werkteater het thuishonk van toneelgezelschap Het Werkteater. Vanaf 1997 werd het gebouw steeds meer verhuurd voor andere toneelvoorstellingen en voor televisieopnames. Verschillende VARA-producties werden er opgenomen, zoals Kopspijkers, Hof van Joosten en Kanniewaarzijn.
Op 1 mei 2014 werd Het Werkteater gesloten, omdat het niet meer rendabel was.